# Coupe des clubs champions africains 1966
Navigation
Édition précédente Édition suivante
La Coupe des clubs champions africains 1966 est la deuxième édition de la Coupe des clubs champions africains. Onze formations, championnes de leur pays, sont engagées dans la compétition. En tant que tenant du titre, le club camerounais d'Oryx Douala entre en lice directement au stade des demi-finales.
C'est la formation ivoirienne du Stade d'Abidjan qui remporte le trophée après avoir battu les Maliens de l'AS Real Bamako, à l'issue des prolongations. C'est le premier titre continental du club et c'est déjà la deuxième finale perdue par le football malien, après la défaite du Stade malien en 1964.

## Compétition

### Premier tour
| Équipe 1                      | Résultat | Équipe 2          | Aller | Retour |
| ----------------------------- | -------- | ----------------- | ----- | ------ |
| Conakry I                     | -        | US Gorée forfait  | -     | -      |
| Diables noirs                 | 3 - 2    | Dragons Kinshasa  | 1 - 2 | 2 - 0  |
| Ethio-Cement                  | 1 - 10   | Al Hilal Omdurman | 1 - 4 | 0 - 6  |
| Étoile Filante de Lomé        | 0 - 6    | Asante Kotoko     | 0 - 3 | 0 - 3  |
| Étoile Filante de Ouagadougou | 3 - 4    | Stade d'Abidjan   | 2 - 0 | 1 - 4  |
| 'Oryx DoualaT'                | -        | exempt            | -     | -      |

### Quarts de finale
| Équipe 1                     | Résultat | Équipe 2          | Aller | Retour |
| ---------------------------- | -------- | ----------------- | ----- | ------ |
| AS Real Bamako               | 5 - 3    | Conakry I         | 2 - 1 | 3 - 2  |
| Diables noirs de Brazzaville | 2 - 10   | Al Hilal Omdurman | 1 - 6 | 1 - 4  |
| Asante Kotoko                | 2 - 3    | Stade d'Abidjan   | 0 - 1 | 2 - 2  |
| 'Oryx DoualaT'               | -        | exempt            | -     | -      |

### Demi-finales
| Équipe 1          | Résultat | Équipe 2        | Aller | Retour |
| ----------------- | -------- | --------------- | ----- | ------ |
| Oryx DoualaT      | 4 - 7    | AS Real Bamako  | 2 - 4 | 2 - 3  |
| Al Hilal Omdurman | 3 - 4    | Stade d'Abidjan | 1 - 0 | 2 - 4  |

### Finales
| 11 décembre 1966 | AS Real Bamako                                                     | 3 - 1 | Stade d'Abidjan | Stade Omnisport, Bamako           |                                   |
|                  | Salif Keita 51e (pen.), ? · Idrissa Touré "Nani" 77e               |       | Théodore Peter  | Arbitrage : Latif Gueye (Sénégal) | Arbitrage : Latif Gueye (Sénégal) |
|                  | Afrique Asie n°153 du 23 janvier au 4 février 1978 pages 31 et 32. |       |                 | Arbitrage : Latif Gueye (Sénégal) | Arbitrage : Latif Gueye (Sénégal) |

| 25 décembre 1966 | Stade d'Abidjan                                    | 4 - 1 a.p. | AS Real Bamako             | Stade Félix-Houphouët-Boigny, Abidjan |                                  |
|                  | Déhi 30e, 43e · Henri Ahibo 108e · Jo Bléziri 117e |            | Moussa Diallo "Balla " 97e | Spectateurs : 40 000 spectateurs      | Spectateurs : 40 000 spectateurs |

| Coupe des clubs champions africains Vainqueur 1966 |
| -------------------------------------------------- |
| Stade d'Abidjan Premier titre                      |